# حريز بن عثمان
أبو عثمان حريز بن عثمان الرحبي الحمصي محدث حمص، ولد في سنة 80 هـ، توفي سنة 163 هـ، من بقايا التابعين الصغار، حدث بالشام والعراق.

## روى عنه
```
بقية بن الوليد
، 
ويحيى القطان
، 
ويزيد بن هارون
، وحجاج الأعور، 
وأبو اليمان الحكم بن نافع
، وعلي بن عياش، 
وآدم بن أبي إياس
، وأبو المغيرة، ويحيى بن صالح، 
وعلي بن الجعد
، وخلق سواهم.
[
3
]
```

## روى عن
عبد الله بن بشر - رضي الله عنه - وخالد بن معدان، وراشد بن سعد، وعبد الرحمن بن ميسرة، وحبيب بن عبيد، وعدة غيرهم.

## قيل فيه
- قال أبو حاتم الرازي: لا يصح عندي ما يقال في رأيه، ولا أعلم بالشام أحدا أثبت منه.
- قال أحمد بن حنبل: حريز ثقة ثقة ثقة، لم يكن يرى القدر.
- قال أبو اليمان: كان ينال من رجل، ثم ترك ذلك. وروى عن علي بن عياش، عن حريز أنه قال : أأنا أشتم عليا ؟ والله ما شتمته.

وجاء عنه أنه قال: لا أحبه ; لأنه قتل من قومي يوم صفين جماعة.
- قال أحمد بن سليمان الرهاوي، حدثنا يزيد قال: كان حريز يقول : لنا إمامنا، ولكم إمامكم - يعني : معاوية وعليا - رضي الله عنهما.
- قال عمران بن أبان: سمعت حريزا يقول: لا أحبه، قتل آبائي.
- قال الذهبي: ثقة وهو ناصبي.
- قال شبابة: سمعت رجلا قال لحريز بن عثمان : بلغني أنك لا تترحم على علي ! قال : اسكت، رحمه الله مائة مرة.
- قال علي بن عياش: سمعت حريز بن عثمان يقول : والله ما سببت عليا قط.
- قال معاذ بن معاذ: لا أعلم أني رأيت شاميا أفضل من حريز. وقال يحيى بن معين وجماعة : ثقة.
- قال علي بن عياش: جمعنا حديث حريز في دفتر نحوا من مائتي حديث، فأتيناه به، فتعجب وقال : هذا كله عني ! ؟.
- قال أبو بكر بن أبي داود: سمعت معاوية بن عبد الرحمن الرحبي يقول : سمعت حريز بن عثمان يقول : لا تعاد أحدا حتى تعلم ما بينه وبين الله، فإن يكن محسنا، فإن الله لا يسلمه لعداوتك، وإن يكن مسيئا، فأوشك بعمله أن يكفيكه.[3][4]

## انظر ايضًا
- الحديث النبوي
- أهل الحديث